# Otmane El Assas
Otmane El Assas (ur. 30 stycznia 1979 w Churibce) – marokański piłkarz występujący na pozycji pomocnika.

## Kariera klubowa
Otmane El Assas jest wychowankiem marokańskiego klubu Olympique Khouribga. W lipcu 2002 trafił do zespołu Nadi asz-Szarika ze Zjednoczonych Emiratów Arabskich. Dwa lata później przeniósł się do saudyjskiego klubu Ittihad FC. Niedługo później podpisał kontrakt z zespołem Al-Gharafa. Następnie grał w Umm Salal SC.

## Kariera reprezentacyjna
Otmane El Assas w reprezentacji Maroka zadebiutował w 2000 roku. Ostatni mecz rozegrał w 2007 roku i do tamtej pory strzelił 1 bramkę w 13 meczach. Był także powołany na Puchar Narodów Afryki 2002, gdzie Maroko odpadało z rozgrywki już po fazie grupowej. On zaś nie pojawił się na boisku w żadnym meczu.